# Liste der Baudenkmale in Groß Kelle
In der Liste der Baudenkmale in Groß Kelle sind alle denkmalgeschützten Bauten der Gemeinde Groß Kelle (Mecklenburg-Vorpommern) und ihrer Ortsteile aufgelistet. Grundlage ist die Veröffentlichung der Denkmalliste des Landkreises Mecklenburgische Seenplatte (Auszug) vom 20. Januar 2017.

## Baudenkmale nach Ortsteilen

### Groß Kelle
| ID  | Lage                      | Bezeichnung | Beschreibung | Bild |
| --- | ------------------------- | ----------- | ------------ | ---- |
| 186 | Park der ehem. Gutsanlage | Gutsanlage  |              |      |

## Quelle
- Karte der Baudenkmale im Geoportal des Landkreises

- Karte mit allen Koordinaten:
- OSM |
- WikiMap